# Computerizare

Simulare pe calculator, una dintre principalele metodologii interdisciplinare în calcul

Computerizarea (sau calculul) este orice activitate orientată spre un scop care necesită, beneficiază de sau creează mașini de calcul. Acesta include studiul și experimentarea proceselor algoritmice, precum și dezvoltarea atât a hardware-ului, cât și a software-ului. Calculul are aspecte științifice, inginerești, matematice, tehnologice și sociale. Principalele discipline de calcul includ ingineria calculatoarelor, informatica, securitatea cibernetică, știința datelor, sistemele informatice, tehnologia informației și ingineria software-ului.
Termenul de computerizare este, de asemenea, sinonim cu numărarea și calcularea. În timpuri mai vechi, a fost folosit în referire la acțiunea efectuată de mașinile de calcul mecanice și, înainte de aceea, la calculatoare umane.

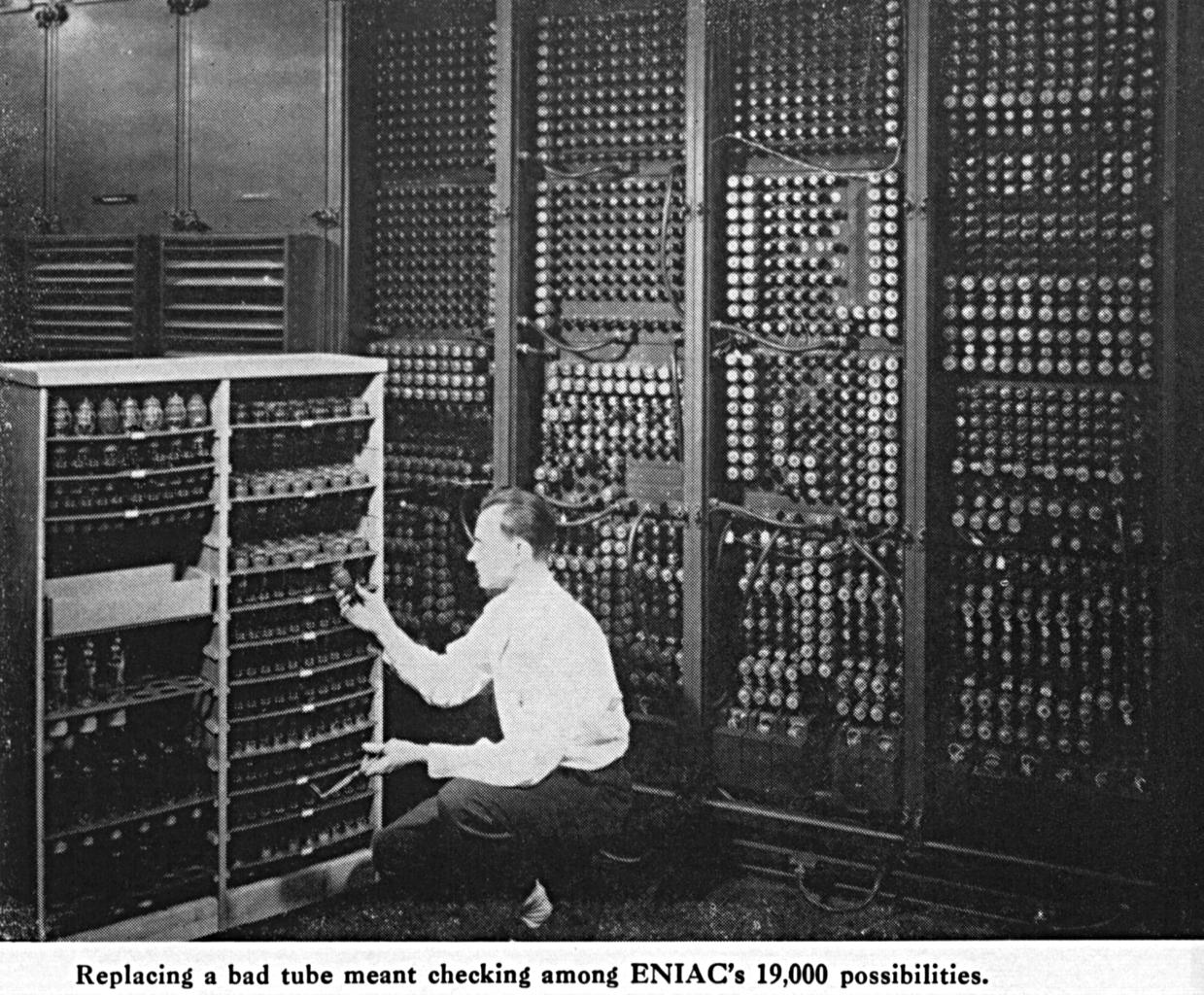
ENIAC, primul calculator electronic digital programabil general

## Istoric
Istoria calculului este mai lungă decât istoria mașinilor de calcul și include istoria metodelor destinate hârtiei și creionului (sau cretei și șistului) cu sau fără ajutorul tabelelor. Calculul este strâns legat de reprezentarea numerelor, deși conceptele matematice necesare pentru calcul au existat înaintea sistemelor de numerație. Cel mai vechi instrument cunoscut pentru utilizare în calcul este abacul, despre care se crede că a fost inventat în Babilon între 2700 și 2300 î.Hr. Abacurile, cu un design mai modern, sunt încă folosite ca instrumente de calcul astăzi.
Prima propunere înregistrată pentru utilizarea electronicii digitale în calcul a fost lucrarea din 1931 "The Use of Thyratrons for High Speed Automatic Counting of Physical Phenomena" de CE Wynn-Williams. Lucrarea lui Claude Shannon din 1938 „A Symbolic Analysis of Relay and Switching Circuits” a introdus apoi ideea de utilizare a electronicii pentru operații algebrice booleene.
Conceptul tranzistorului unipolar a fost propus de Julius Edgar Lilienfeld⁠(d) în 1925. John Bardeen și Walter Brattain, în timp ce lucrau sub îndrumarea lui William Shockley la Laboratoarele Bell, au construit primul tranzistor funcțional, dioda cu contact punctiform, în 1947. În 1953, Universitatea din Manchester a construit primul computer cu tranzistori, Manchester Baby. Cu toate acestea, primele tranzistoare bipolare erau dispozitive relativ voluminoase, dificil de produs în masă, ceea ce le-a limitat la un număr de aplicații specializate. Tranzistorul cu efect de câmp metal-oxid-semiconductor (MOSFET sau tranzistor MOS) a fost inventat de Mohamed Atalla⁠(d) și Dawon Kahng⁠(d) la Laboratoarele Bell în 1959. MOSFET-ul a permis construirea circuite integrate de înaltă densitate, ducând la ceea ce este cunoscut ca revoluția computerelor sau revoluția microcomputerelor.

## Calculator
Un computer este o mașină care manipulează date conform unui set de instrucțiuni numit program informatic. Programul are o formă executabilă pe care computerul o poate utiliza direct pentru a executa instrucțiunile. Același program în forma sa de cod sursă lizibil pentru om permite unui programator să studieze și să dezvolte o secvență de pași cunoscută sub numele de algoritm. Deoarece instrucțiunile pot fi executate pe diferite tipuri de computere, un singur set de instrucțiuni sursă se convertește în instrucțiuni mașină în funcție de tipul de UCP.
Procesul de execuție execută instrucțiunile dintr-un program de calculator. Instrucțiunile exprimă calculele efectuate de computer. Ele declanșează secvențe de acțiuni simple pe mașina de execuție. Aceste acțiuni produc efecte conform semanticii instrucțiunilor.

### Hardware
Hardware-ul computerului include părțile fizice ale unui computer, inclusiv unitatea centrală de procesare, memoria și intrare/ieșirea. Logica computațională și arhitectura calculatoarelor sunt subiecte cheie în domeniul hardware-ului computerului.

### Software
Software-ul, sau pur și simplu softul, este o colecție de programe de calculator și date asociate, care furnizează instrucțiuni unui computer. Software-ul se referă la unul sau mai multe programe de calculator și date stocate în memoria computerului. Este un set de programe, proceduri, algoritmi, precum și documentația sa, care se ocupă cu funcționarea unui sistem de prelucrare a datelor. Software-ul de program îndeplinește funcția programului pe care îl implementează, fie prin furnizarea directă de instrucțiuni către hardware-ul computerului, fie prin servirea ca intrare pentru un alt software. Termenul a fost inventat pentru a contrasta cu vechiul termen hardware (care înseamnă dispozitive fizice). Spre deosebire de hardware, software-ul este intangibil.
Software-ul este, de asemenea, uneori folosit într-un sens mai restrâns, referindu-se doar la software-ul aplicativ.

#### Software sistem
Software-ul de sistem este software de calculator proiectat să opereze și să controleze hardware-ul computerului și să ofere o platformă pentru rularea software-ului aplicativ. Software-ul de sistem include sisteme de operare, software utilitar, drivere de dispozitive, sisteme de ferestre și firmware. Instrumentele de dezvoltare frecvent utilizate, cum ar fi compilatoarele, linkerele și depanatoarele sunt clasificate ca software de sistem. Software-ul de sistem și middleware-ul gestionează și integrează capabilitățile unui computer, dar de obicei nu le aplică direct în executarea sarcinilor care beneficiază utilizatorul, spre deosebire de software-ul aplicativ.

#### Aplicație software
Aplicația software, cunoscut și ca aplicație sau app, este software de calculator proiectat pentru a ajuta utilizatorul să îndeplinească sarcini specifice. Exemplele includ software de întreprindere, software de contabilitate, suite office, software grafic și playere media. Multe programe de aplicație se ocupă în principal cu documente. Aplicațiile pot fi incluse împreună cu computerul și software-ul său de sistem sau pot fi publicate separat. Unii utilizatori sunt mulțumiți cu aplicațiile incluse și nu trebuie niciodată să instaleze aplicații suplimentare. Software-ul de sistem gestionează hardware-ul și deservește aplicația, care la rândul său servește utilizatorul.
Aplicația software aplică puterea unei anumite platforme de calcul sau a unui software de sistem unui anumit scop. Unele aplicații, cum ar fi Microsoft Office, sunt dezvoltate în mai multe versiuni pentru mai multe platforme diferite; altele au cerințe mai restrânse și sunt de obicei denumite după platforma pe care rulează. De exemplu, o aplicație de geografie pentru Windows sau o aplicație Android pentru educație sau jocuri Linux. Aplicațiile care rulează doar pe o singură platformă și cresc dorința pentru acea platformă datorită popularității aplicației, cunoscute sub numele de aplicații killer.

### Rețea de calculatoare
O rețea de calculatoare, adesea denumită simplu o rețea, este o colecție de componente hardware și computere interconectate prin canale de comunicare care permit partajarea resurselor și informațiilor. Când cel puțin un proces dintr-un dispozitiv poate să trimită sau să primească date către sau de la cel puțin un proces care rezidă într-un dispozitiv la distanță, despre cele două dispozitive se spune că sunt într-o rețea. Rețelele pot fi clasificate în funcție de o gamă largă de caracteristici, cum ar fi mediul utilizat pentru transportul datelor, protocolul de comunicații utilizat, scară, topologie și scop organizațional.
Protocoalele de comunicații definesc regulile și formate de date pentru schimbul de informații într-o rețea de calculatoare și oferă baza pentru programarea în rețea. Un protocol de comunicații cunoscut este Ethernet, un standard hardware și de nivel link care este omniprezent în rețelele locale. Un alt protocol comun este Internet Protocol Suite, care definește un set de protocoale pentru interconectare, adică pentru comunicația de date între mai multe rețele, transferul de date de la gazdă la gazdă și formate de transmisie de date specifice aplicație.
Rețelele de calculatoare sunt uneori considerate o subdisciplină a ingineriei electrice, telecomunicațiilor, informaticii, tehnologiei informației sau ingineriei calculatoarelor, deoarece se bazează pe aplicarea teoretică și practică a acestor discipline.

#### Internet
Internetul este un sistem global de rețele de calculatoare interconectate care utilizează standardul Internet Protocol Suite (TCP/IP) pentru a servi miliarde de utilizatori. Aceasta include milioane de rețele private, publice, academice, de afaceri și guvernamentale, cu o extindere de la local la global. Aceste rețele sunt legate printr-o gamă largă de tehnologii de rețea electronice, wireless și optice. Internetul transportă o gamă largă de resurse și servicii de informații, cum ar fi documentele hipertext ale World Wide Web și infrastructura pentru suportul de e-mail.

### Programare
Programarea este procesul de scriere, testare, depanare și întreținere a codului sursă și documentației programelor de calculator. Acest cod sursă este scris într-un limbaj de programare, care este un limbaj artificial, adesea mai restrictiv decât limbajele naturale, dar ușor de tradus de către computer. Programarea este utilizată pentru a invoca un anumit comportament dorit (personalizare) din partea mașinii.
Scrierea unui cod sursă de înaltă calitate necesită cunoștințe atât în domeniul informaticii, cât și în domeniul în care va fi utilizată aplicația. Cel mai bun software este astfel dezvoltat adesea de o echipă de experți de domeniu, fiecare specialist într-un anumit domeniu de dezvoltare. Cu toate acestea, termenul de programator se poate aplica unei game de calitate a programului, de la hacker⁠(d) la contributor open source la profesionist. De asemenea, este posibil ca un singur programator să facă cea mai mare parte sau tot ceea ce este necesar pentru programare, a genera dovada de concept și pentru a lansa o nouă aplicație killer.

#### Programator
Un programator sau coder este o persoană care scrie software pentru computer. Termenul de programator de calculator se poate referi la un specialist într-un anumit programării pe calculator sau la un generalist care scrie cod pentru mai multe tipuri de software. Cel care practică sau profesează o abordare formală a programării poate fi cunoscut și ca analist programator. Limbajul de programare primar al unui programator (C, C++, Java, Lisp, Python, etc.) este adesea prefixat la titlurile de mai sus, iar cei care lucrează într-un mediu web își prefixează adesea titlurile cu Web. Termenul de programator poate fi folosit pentru a se referi la un dezvoltator de software, inginer de software, informatician sau analist de software. Cu toate acestea, membrii acestor profesii posedă de obicei și alte abilități de inginerie software, dincolo de programare.

### Industria calculatoarelor
Industria calculatoarelor este alcătuită din companii implicate în dezvoltarea de software, proiectarea de hardware și infrastructuri de rețele de calculatoare, fabricarea de componente de computer și furnizarea de servicii de tehnologia informației, inclusiv administrarea și întreținerea sistemelor.
Industria software-ului include companii implicate în dezvoltarea, întreținerea și publicarea de software. Industria include, de asemenea, servicii software, cum ar fi training, documentație și consultanță.

## Subdisciplinele de calcul

### Ingineria calculatoarelor
Ingineria calculatoarelor este o disciplină care integrează mai multe domenii ale ingineriei electrice și informaticii necesare pentru dezvoltarea hardware-ului și software-ului pentru calculator. Inginerii de calculatoare au de obicei pregătire în inginerie electronică (sau electrotehnică), proiectare software și integrare hardware-software, mai degrabă decât doar inginerie software sau inginerie electronică. Inginerii de calculatoare sunt implicați în multe aspecte hardware și software ale calculului, de la proiectarea microprocesoarelor individuale, computere personale și supercalculatoare, până la proiectarea circuitelor. Acest domeniu al ingineriei include nu numai proiectarea hardware-ului în propriul său domeniu, ci și interacțiunile dintre hardware și contextul în care funcționează.

### Inginerie software
Ingineria software este aplicarea unei abordări sistematice, disciplinate și cuantificabile la proiectarea, dezvoltarea, operarea și întreținerea software-ului, precum și studiul acestor abordări. Adică, aplicarea ingineriei la software. Este actul de a folosi intuiția pentru a concepe, modela și scala o soluție la o problemă. Prima referire la termen este Conferința NATO privind Ingineria Software din 1968, și a fost intenționată să provoace gândirea cu privire la așa-numita criză de software din acea perioadă. Dezvoltarea de software, un termen mai larg utilizat și mai generic, nu subsumează neapărat paradigma ingineriei. Conceptele general acceptate ale Ingineriei Software ca disciplină inginerească au fost specificate în Ghidul pentru Corpul de Cunoștințe de Ingineria Software (SWEBOK). SWEBOK a devenit un standard acceptat la nivel internațional în ISO/IEC TR 19759:2015.

### Informatică
Informatica sau știința calculatoarelor (prescurtată CS sau Comp Sci) este abordarea științifică si practica a calculului și practică a calculului și aplicațiilor sale. Un informatician este specializat în teoria calculului și proiectarea sistemelor de calcul.
Subdomeniile sale pot fi împărțite în tehnici practice pentru implementarea și aplicarea sa în sisteme de calcul și domenii pur teoretice. Unele, cum ar fi teoria complexității, care studiază proprietățile fundamentale ale problemelor computaționale, sunt foarte abstracte, în timp ce altele, cum ar fi grafica digitală, subliniază aplicațiile din lumea reală. Altele se concentrează pe provocările implementării calculelor. De exemplu, teoria limbajelor de programare studiază abordările descrierii calculelor, în timp ce studiul programării pe calculator investighează utilizarea limbajelor de programare și a sistemelor complexe. Domeniul interacțiunii om-calculator se concentrează pe provocările de a face computerele și calculele utile, utilizabile și accesibile universal pentru oameni.

### Securitate cibernetică
Domeniul securității cibernetice se referă la protecția sistemelor și rețelelor de calculatoare. Aceasta include confidențialitatea informațiilor și datelor, prevenirea întreruperii serviciilor IT și prevenirea furtului și deteriorării hardware-ului, software-ului și datelor.

### Știința datelor
Știința datelor este un domeniu care utilizează instrumente științifice și de calcul pentru a extrage informații și perspective din date, fiind determinat de volumul și disponibilitatea crescândă a datelor. Extragerea de cunoștințe din date, big data, statisticile, învățarea automată și învățarea profundă sunt toate interconectate cu știința datelor.

### Sisteme informatice
Sistemele informatice (SI) este studiul rețelelor complementare de hardware și software (vezi tehnologia informației) pe care oamenii și organizațiile le folosesc pentru a colecta, filtra, procesa, crea și distribui date. Carierele de calcul ale ACM descriu SI ca:
„Majoritatea programelor SI [de licență] se află în școlile de afaceri; cu toate acestea, ele pot avea nume diferite, cum ar fi sisteme informatice manageriale, sisteme informatice sau sisteme informatice de afaceri. Toate diplomele SI combină subiecte de afaceri și de calcul, dar accentul între problemele tehnice și organizaționale variază între programe. De exemplu, programele diferă substanțial în ceea ce privește cantitatea de programare necesară.”
Studiul SI face legătura între afaceri și informatică, utilizând fundamentele teoretice ale informației și calculului pentru a studia diferite modele de afaceri și procesele algoritmice asociate într-o disciplină de informatică. Domeniul Sistemelor Informatice de Calcul (CIS) studiază computerele și procesele algoritmice, inclusiv principiile, proiectarea software-ului și hardware-ului, aplicațiile lor și impactul lor asupra societății,  în timp ce SI pune accent pe funcționalitate mai degrabă decât pe design.

### Tehnologia informației
Tehnologia informației (IT) este aplicarea echipamentelor de calcul și telecomunicații pentru a stoca, regăsi, transmite și manipula date, adesea în contextul unei afaceri sau alte întreprinderi. Termenul este folosit în mod obișnuit ca sinonim pentru computere și rețele de calculatoare, dar include și alte tehnologii de distribuire a informațiilor, cum ar fi televiziunea și telefonia. Mai multe industrii sunt asociate cu tehnologia informației, inclusiv hardware, software, electronică, semiconductori, internet, echipamente de telecomunicații, comerț electronic și servicii de calculatoare.

## Cercetare și tehnologii emergente
Calculul bazat pe ADN și calculul cuantic sunt domenii de cercetare activă atât pentru hardware-ul, cât și pentru software-ul de calcul, cum ar fi dezvoltarea algoritmilor cuantici. Infrastructura potențială pentru tehnologiile viitoare include origami ADN pe litografie și antene cuantice pentru transferul de informații între capcanele de ioni. Până în 2011, cercetătorii au cuplat 14 qubiți. Circuitele digitale rapide, inclusiv cele bazate pe joncțiuni Josephson și tehnologia rapidă cu flux magnetic unic, devin din ce în ce mai realizabile odată cu descoperirea supraconductorilor la scară nanometrică.
Dispozitivele cu fibră optică și fotonice (optice), care au fost deja utilizate pentru transportul datelor pe distanțe lungi, încep să fie utilizate de centrele de date, împreună cu componentele de memorie UCP și semiconductor. Acest lucru permite separarea RAM de UCP prin interconectări optice. IBM a creat un circuit integrat cu atât procesare electronică, cât și optică a informației într-un singur cip. Aceasta este denumită nanofotonică integrată CMOS (CINP). Un avantaj al interconectărilor optice este că plăcile de bază, care anterior necesitau un anumit tip de sistem pe un cip (SoC), pot acum să mute memoria și controlerele de rețea dedicate anterior de pe plăcile de bază, răspândind controlerele pe rack. Acest lucru permite standardizarea interconectărilor de plan spate și a plăcilor de bază pentru mai multe tipuri de SoC-uri, ceea ce permite actualizări mai rapide ale procesoarelor.
Un alt domeniu de cercetare este spintronica. Spintronica poate furniza putere de calcul și stocare, fără acumulare de căldură. Se fac unele cercetări pe cipuri hibride, care combină fotonica⁠(d) și spintronica. De asemenea, există cercetări în curs privind combinarea plasmonicii, fotonicii și electronicii.

### Cloud computing
Cloud computing-ul este un model care permite utilizarea resurselor de calcul, cum ar fi serverele sau aplicațiile, fără a fi necesară interacțiunea între proprietarul acestor resurse și utilizator. De obicei este oferit ca serviciu, fiind un exemplu de Software as a service, Platforms as a service și Infrastructure as a service, în funcție de funcționalitatea oferită. Caracteristicile cheie includ accesul la cerere, accesul la rețea largă și capacitatea de scalare rapidă. Permite utilizatorilor individuali sau întreprinderilor mici să beneficieze de economiile de scară.
Un domeniu de interes în acest domeniu este potențialul său de a susține eficiența energetică. Permițând mii de instanțe de calcul să se producă pe un singur computer în loc de mii de computere individuale ar putea ajuta la economisirea energiei. De asemenea, ar putea facilita tranziția la surse de energie regenerabile, deoarece ar fi suficient să se alimenteze o singură fermă de servere cu energie regenerabilă, mai degrabă decât milioane de case și birouri.
Cu toate acestea, acest model de calcul centralizat prezintă mai multe provocări, în special în ceea ce privește securitatea și confidențialitatea. Legislația actuală nu protejează suficient utilizatorii de companiile care își manipulează datele pe serverele companiei. Acest lucru sugerează potențial pentru reglementări legislative suplimentare privind cloud computing-ul și companiile de tehnologie.

### Calcul cuantic
Calculul cuantic este un domeniu de cercetare care reunește disciplinele informaticii, teoriei informației și fizicii cuantice. Deși ideea de informație ca parte a fizicii este relativ nouă, pare să existe o legătură puternică între teoria informației și mecanica cuantică. În timp ce calculul tradițional funcționează pe un sistem binar de unu și zerouri, calculul cuantic utilizează qubiți. Qubiții pot fi în superpoziție, adică în ambele stări de unu și zero, simultan. Astfel, valoarea qubitului nu este între 1 și 0, ci se modifică în funcție de momentul măsurării. Această trăsătură a qubiților este cunoscută sub numele de inseparabilitate cuantică și este ideea de bază a calculului cuantic care permite computerelor cuantice să facă calcule la scară largă. Calculul cuantic este adesea folosit pentru cercetarea științifică în cazurile în care computerele tradiționale nu au puterea de calcul necesară pentru a efectua calculele necesare, cum ar fi în modelarea moleculară. Moleculele mari și reacțiile lor sunt mult prea complexe pentru ca computerele tradiționale să le calculeze, dar puterea de calcul a computerelor cuantice ar putea oferi un instrument pentru efectuarea unor astfel de calcule.